# Alim McNeill
Alim McNeill (Raleigh, 3 marzo 1998) è un giocatore di football americano statunitense che milita nel ruolo di nose tackle per i Detroit Lions della National Football League (NFL).

## Carriera

### Detroit Lions
Al college McNeill giocò a football all'Università statale della Carolina del Nord. Fu scelto nel corso del terzo giro (72º assoluto) nel Draft NFL 2021 dai Detroit Lions. Nella sua stagione da rookie disputò tutte le 17 partite, di cui 6 come titolare, con 35 tackle e 2 sack.